# NGC 873
NGC 873 è una galassia a spirale situata nella costellazione della Balena, a una distanza di circa 182 milioni di anni luce dalla nostra Via Lattea.

## Scoperta
La galassia è stata scoperta il 27 novembre 1785 dall'astronomo britannico di origine tedesca William Herschel.

## Descrizione
NGC 873 ha una classe di luminosità III e presenta una larga riga a 21 cm dell'idrogeno neutro. Nella galassia sono presenti anche regioni di idrogeno ionizzato.

## Gruppo di NGC 835
NGC 873 fa parte del Gruppo di NGC 835. Oltre a NGC 873 e NGC 835, le altre galassie del gruppo sono NGC 833, NGC 838, NGC 839, NGC 848 e MCG -2-6-19.